# Полтавски художествен музей и художествена галерия „Николай Ярошенко“
Полтавският художествен музей и художествена галерия „Николай Ярошенко“ (на украински: Полта́вський худо́жній музе́й (галере́я мисте́цтв) імені Миколи Ярошенка) е държавен музей в Полтава, Украйна. Колекцията на музея включва произведения на местното и чуждестранно изкуство, както и многобройни етнографски експонати.
Музеят отваря врати през 1919 г. като отдел на Централния пролетарски музей на Полтавска област (днес Полтавски регионален краеведски музей), като до 1940 г. носи името Полтавска картинна галерия. От 1940 г. е със статут на самостоятелен музей и се преименува на Полтавски художествен музей.
Музейната колекция съдържа над 9 000 произведения на изкуството. Основополагащи за колекцията са произведенията на пътуващия художник Николай Ярошенко, които са дарени на родния град на художника от съпругата му. По-късно музеят е кръстен на Ярошенко, съчетавайки музей и художествена галерия.

## История на музея
Колекцията на музея се базира на личната колекция на пътуващия художник Николай Ярошенко. Колекцията е дарена на гр. Полтава от съпругата на художника през 1917 г. и включва 100 картини и 23 скици на самия художник, както и значителен брой творби на приятели и колеги от Общество за пътуващи художествени изложби – Иван Шишкин, Васил Поленов, Владимир Маковски, Иля Репин, Васил Максимов, и други.
Полтавският художественият музей е открит на 27 април 1919 г., първоначално със статут на художествена галерия. Неговият основател, по-късно известният украински археолог и музеолог, Михайло Рудински, го нарича „Музей на изкуствата“.
Решението за създаване на музея е взето след създаването на Комитета за защита на древните паметници и изкуството в Полтавска област, когато художествените ценности от национализираните имения на благородническите родове Кочубеи (в гр. Диканка), Галагани (в с. Сокиринци), Капнисти (в с. Велика Обухивка), и Репнини (в гр. Яхотин) са иззети. Музеят се помещава в бившето имение на местния земевладелец Болюбаш, построено през 1912 г. по проект на известния архитект Павло Альошин.
Година и половина по-късно музеят е преобразуван в художествен отдел на съвременния местен краеведски музей. След опит за окончателното ликвидиране на институцията през 1934 г., художественият отдел се помещава в сградата на краеведския музей, заемайки девет зали на първия етаж. Съгласно решението на Народния съвет на Украйна от 7 март 1939 г. той е възстановен в статут на независим, а вече утвърден и като регионален музей на изкуствата.
В навечерието на Втората световна война колекцията на музея наброява около 30 000 експоната. По това време (1940 – 1941 г.) в него се съхранява Пересопницкото евангелие..
По време на немската окупация малка част от експонатите са евакуирани, а останалите в сградата на музея са почти нацяло загубени. Загубите включват богата колекция от западноевропейска живопис, включваща произведения на Джовани Батиста Тиеполо, Питър Паул Рубенс, Мелхиор де Хондекутер, Адриан ван Остаде, Елизабет Виже Льо Брюн и други, както и произведения на украински художници от XVII и XVIII век и шедьоври на майсторите на руската школа от XIX и XX век, и много други.
През ноември 1944 г., още докато Полтава е в руини, художественият музей възобновява дейността си.
През 1951 г. музеят се връща в реставрираната си сграда. В следвоенния период служителите на музея полагат неимоверни усилия да попълнят изгубената колекция. С времето колекцията нараства значително и днес заедно с оцелелите 4 187 експоната съставляват над 9 000 произведения на изкуството.
Във връзка с незадоволителното техническо състояние на някога набързо ремонтираната сграда, Полтавският художествен музей е преместен в помещенията на Художествената галерия по решение на Общинския съвет на Полтава от 11 април 2000 г., където изложбата заема две отделни анфилади на първия етаж.

## Музеят днес
В новия дом на музея е запазен принципът за хронологична наредба на експозицията. В лявата анфилада са изложени произведения на изкуството на Западна Европа, включително живопис, скулптура, декоративна пластика, порцелан. Сред изложените експонати са произведения на Лукас Кранах Млади, Ян ван Равещайн, Клара Петерс, Мелхиор де Хондекутер, Марчело Бачарели, Жан-Батист Грьоз, Франческо Гварди и други. В дясната анфилада се намират произведения на украински и руски художници, образци на църковната утвар от XVII – XVIII в., скулптура, мебели.
Творбите на Николай Ярошенко са изложени в две отделни зали. Особено интересен е автопортретът със съдружния портрет на съпругата му, Мария Павловна Навротина. Ценни са и кавказките пейзажи, портрети на съвременници, скици за известни литературни произведения.

## Галерия
- Исак Левитан. „Ранна пролет“, 1892 г.
- Иван Зайцев. „Автопортрет“